# Небереау II
Небереау II — давньоєгипетський фараон з XVI династії.

## Життєпис
Правив Верхнім Єгиптом зі столиці у Фівах. Деякі єгиптологи вважають його сином Небереау I. На відміну від свого батька, який правив упродовж 26 років, він був царем, який не залишив по собі жодних археологічних пам'ятників.